# Bartłomiej Teodor Wybicki
Bartłomiej Teodor Wybicki herbu Rogala – regent malborski w latach 1714–1742, regent grodzki malborski w latach 1710–1742.
Poseł na sejm 1730 roku z województwa malborskiego.